# Angelo Pichi
Il conte Angelo Pichi (Ancona, 1796 – Ancona, 1882) è stato un militare e patriota italiano.

## Biografia
Nato in una famiglia aristocratica, Angelo Pichi militò come ufficiale nell'esercito pontificio. Ebbe numerose condanne per gli atti patriottici compiuti. Nel 1849 come colonnello comandò il reggimento Unione e successivamente la 3ª divisione ; in Maggio comanda la difesa di Bologna dagli Austriaci.
Con lo scoppio della terza guerra di indipendenza nel 1866 si arruolò nel Corpo Volontari Italiani di Giuseppe Garibaldi e combatté in Trentino con il grado di maggiore generale comandante la  2ª brigata volontari formata dal 4º e 10º reggimento.
Iscritto alla massoneria, nel 1862 fu membro della Loggia Osiride di Torino, dal 1872 al 1878 fu Maestro venerabile   della Loggia Garibaldi" di Ancona.